# ZX Spectrum
Sinclair ZX Spectrum — домашній комп'ютер, розроблений фірмою «Sinclair Research» (Велика Британія), з'явився на ринку в 1982 році. ZX Spectrum було побудовано на базі восьмибітного мікропроцесора Zilog Z80, що мав розвинену систему команд та шістнадцятибітну систему адресації пам'яті. Ранні моделі мали назву ZX81 Colour та ZX82, проте пізніше комп'ютер був перейменований у ZX Spectrum для того, щоб підкреслити кольоровий інтерфейс, на противагу чорно-білій попередній моделі Sinclair ZX81. Серед фанатів розповсюджена назва комп'ютера Speccy
ZX Spectrum став першим популярним домашнім комп'ютером у Великій Британії, аналогічний за популярністю Commodore 64 у США. Завдяки низькій вартості — (125 фунтів за модель оснащену 16 КБ пам'яті, та 175 фунтів за модель із 48 КБ) — уже через 17 місяців з початку продаж було продано мільйон комп'ютерів. Низькій вартості сприяли використання побутового касетного магнітофона як зовнішнього накопичувача, та телевізійного приймача як монітора. Популярність Спектрума сприяла розвитку компаній, що займались випуском програмного забезпечення (в першу чергу комп'ютерних ігор), а завдяки великій кількості програмного забезпечення зростала популярність ZX Spectrum.
Існувало декілька модифікацій ZX Spectrum, які зокрема різнилися кількістю оперативної пам'яті, наявністю чи відсутністю музичного співпроцесору тощо. На території Радянського Союзу розповсюдження набули численні клони ZX Spectrum, для виготовлення яких використовувались мікросхеми радянського виробництва.

## Технічні параметри

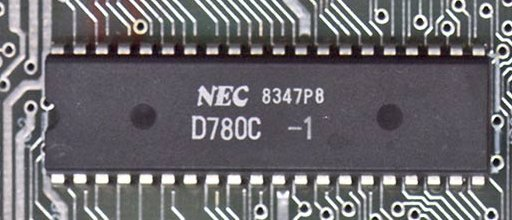
МікропроцесорNEC µPD780C (клон Z80) на платі оригінального Sinclair ZX Spectrum

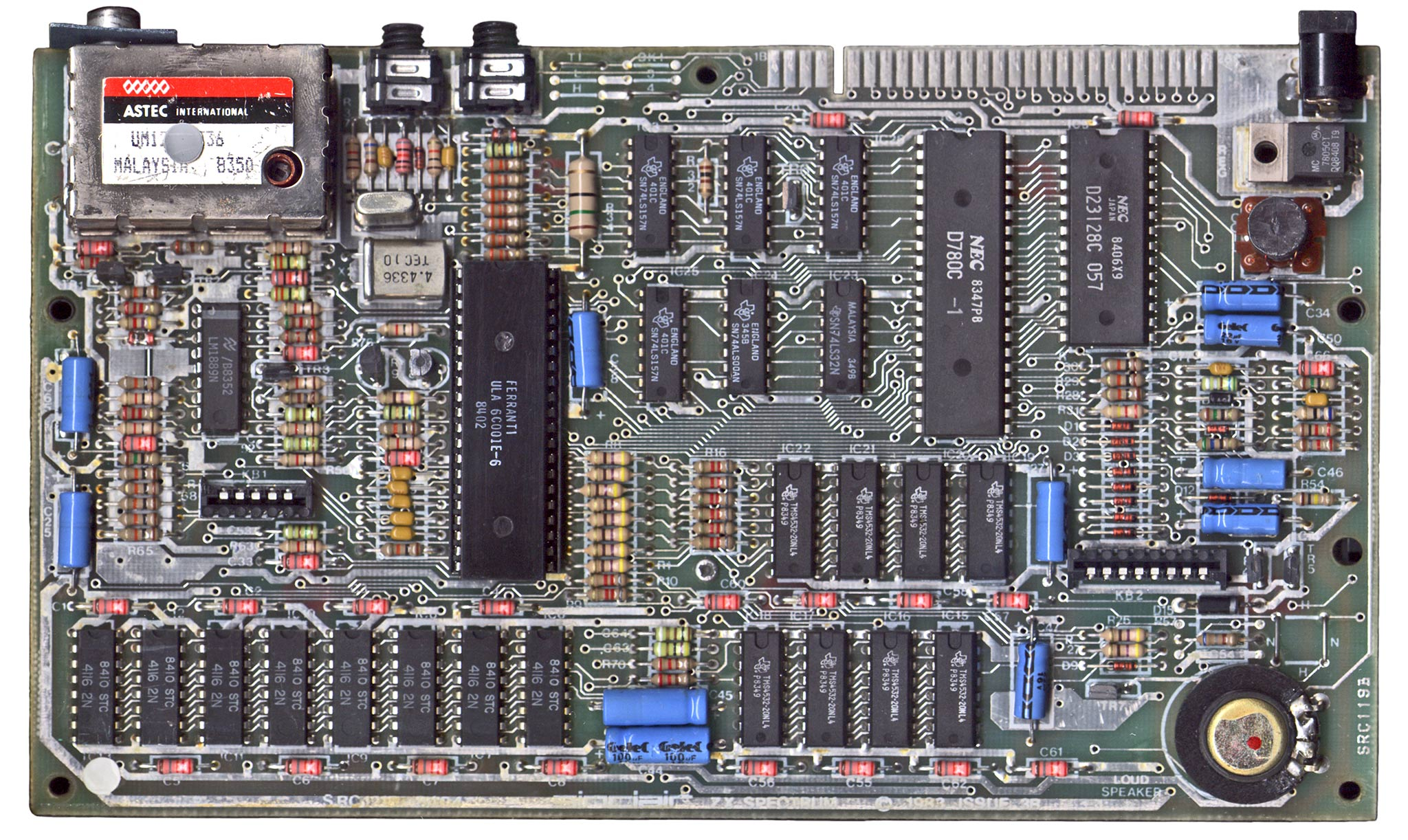
Материнська плата ZX Spectrum 48K (Серія 3B — 1983)

Електронна частина Spectrum'а була розроблена Річардом Альтвассером з Sinclair Research. Дизайнер Рік Діксон був відповідальним за зовнішній вигляд машини.
Базований на процесорі Z80 (розробка компанії Zilog), Spectrum початково мав 16 або 48 Кб оперативної та 16 Кб постійної пам'яті. Графічне виведення мало роздільну здатність 256x192 (що, за розміру символів 8x8, відповідало текстовому режиму 32x24) та здійснювалося на звичайний телевізор. При цьому варто зауважити, що користувач мав можливість призначати кольори лише 64-піксельних блоків (символів), вказуючи кожному колір «чорнила» та «тла» з 15-ьох можливих. У межах блоку зображення складалося з цих двох кольорів. Початково звук лунав лише з вбудованого гучномовця, у наступних моделях з'явилася можливість використовувати аудіосистему під'єднаного телевізора.
Програмне забезпечення було написано Стівом Вікером з компанії Nine Tiles, авторів Sinclair BASIC. Задля збереження пам'яті інструкціям Бейсіка відповідали однобайтові коди. Це могло дещо ускладнити введення, тож на клавішах комп'ютера вирішили поставити у відповідність команди мови програмування BASIC. Таким чином користувач мав, наприклад, натиснути клавішу G щоб отримати команду GOTO. Уся подальша інформація в рядку вводилася посимвольно.

## Моделі

### Моделі Sinclair Research

#### ZX Spectrum

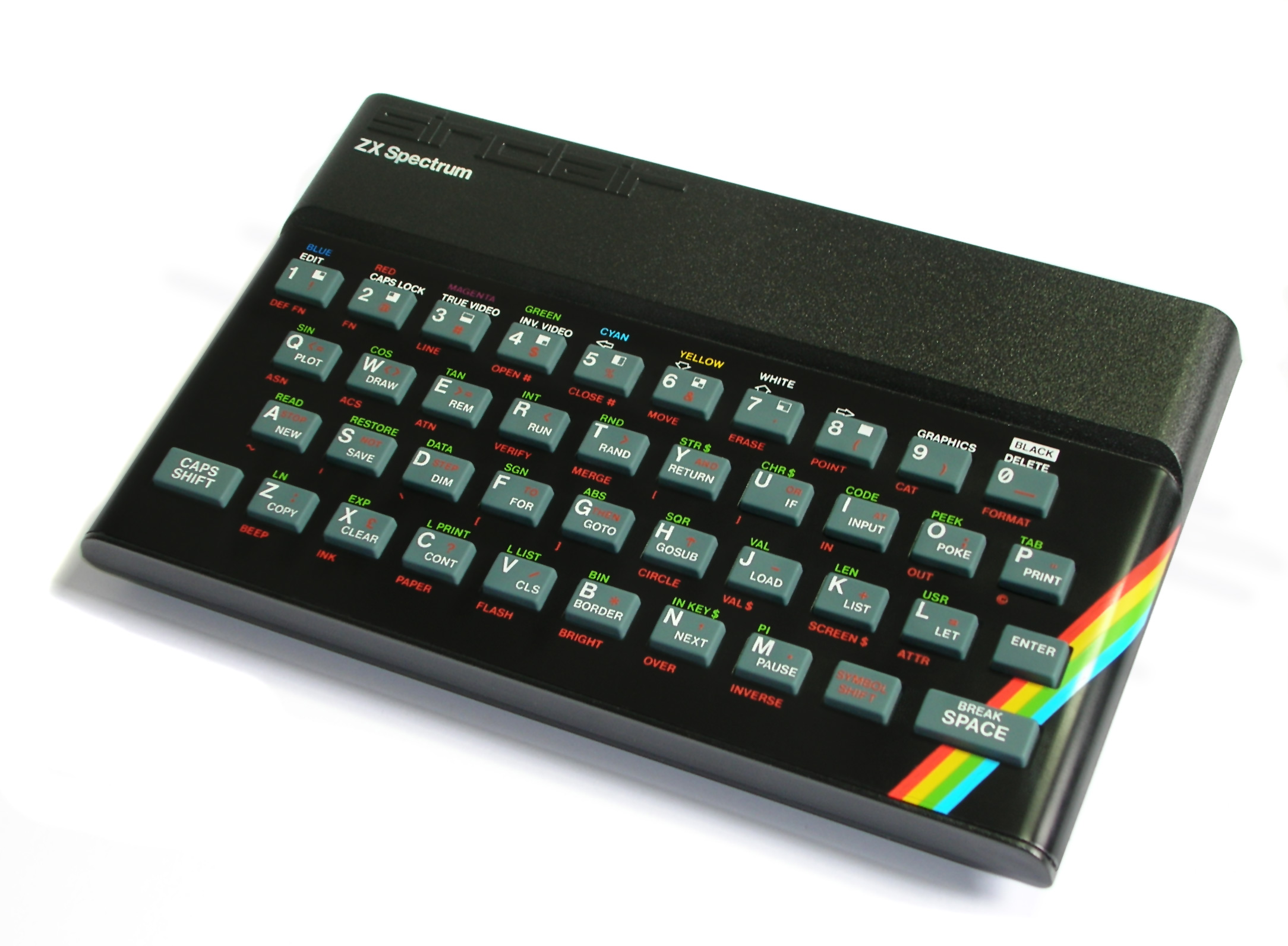
Оригінальний ZX-Spectrum (1982 рік.)

Першою моделлю випущеною Sinclair Research (на заводі компанії Timex) став оригінальний ZX Spectrum із гумовою клавіатурою випущений у варіантах із 16 Кб та із 48 Кб пам'яті. У оригінальних комп'ютерах ZX Spectrum використовувався не процесор ZiLOG Z80, а його клон µPD780C виробництва японської компанії NEC.
Існують відомості, що Sinclair Research випустив комп'ютер із недоробленим програмним забезпеченням у ПЗП з надією на його заміну у майбутньому, тому у перших серіях комп'ютерів мікросхема ПЗП була встановлена на «панельку», а у першій партії використовувалась не одноразово програмована мікросхема, а електрично перепрограмована EPROM.
Декілька разів за час випуску ZX Spectruma змінювалась плата, і між різними модифікаціями плати є апаратна різниця. Так у ранніх комп'ютерах (Issue 1) була помилка у схемі, яку виправляли уже на етапі збирання комп'ютера шляхом встановлення додаткової мікросхеми на гнучких провідниках, з перерізанням декількох доріжок між процесором Z80 та мікросхемою ULA. Часто у статтях цю мікросхему називають «дохлий тарган» (англ. dead cockroach). У наступній модифікації плати (Issue 2), яка була випущена у вересні 1982 року, помилка була виправлена шляхом невеликої зміни плати та зміни мікросхеми ULA. Проте й у цій версії плати була апаратна помилка, яка вимагала встановлення додаткового транзистора у схемі (який знову встановлювався навісним монтажем). Крім виправлення помилок, плата Issue 2 відрізнялась від попередньої тим, що у комп'ютерів з 16 Кб пам'яті були розпаяні панельки, для розширення пам'яті до 48 Кб.
У середині 1983 року випущена нова ревізія плати (Issue 3) та ULA, на цій ревізії виправлено проблеми, що виникали з комп'ютерами при роботі із японськими та німецькими телевізорами. Проте виявилось, що не усі програми, які стабільно працювали на попередніх версіях комп'ютера, стабільно працюють на ZX Spectrum Issue 3, оскільки змінено логіку роботу біта магнітофонного порту. За час виробництва ZX Spectrum було також випущені модифікації Issue 4, Issue 5 та Issue 6, але вони мало чим відрізнялись від Issue 3.
До системної шини комп'ютера можна було під'єднати блок ZX Interface 1, а до нього, в свою чергу — накопичувачі ZX Microdrive.

#### ZX Spectrum +

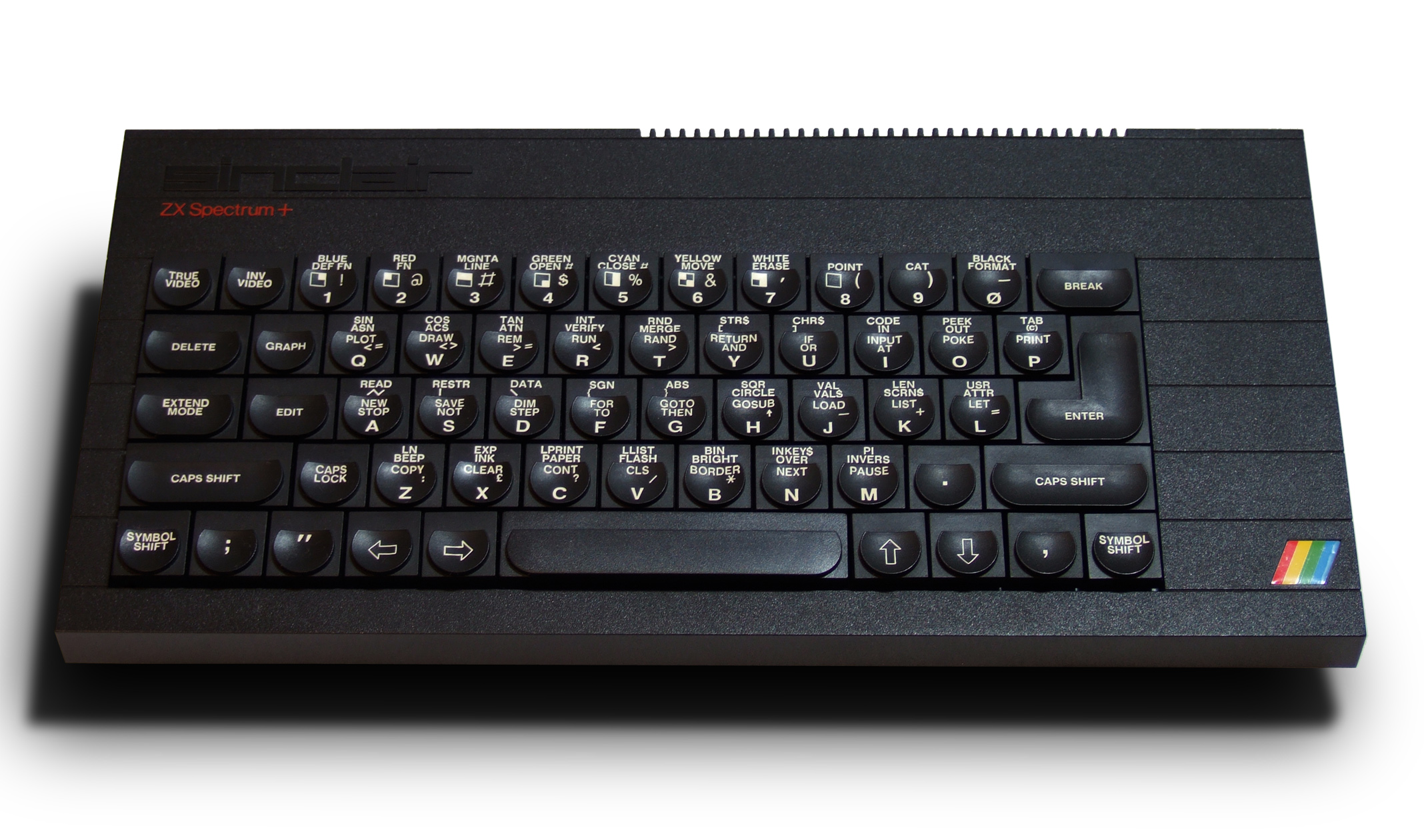
ZX Spectrum +

В кінці 1984 року було анонсовано нову модель ZX Spectrum +, але різниця між новою моделлю та попередником була невелика. Був змінений корпус, клавіатура, додана клавіша Reset, змінено упаковку та блок живлення. У 1985 році фірма Sinclair Research розпочала приймати заявки на модернізацію ZX Spectrum до ZX Spectrum + (ціна модернізації становила 30 фунтів) та продавати комплекти для самостійної модернізації (ціною 20 фунтів).
Крім Великої Британії ZX Spectrum + випускався на заводі Investronica у Іспанії. Ця версія відрізнялась від англійської локалізацією, яку фірма Investronica виконала сама.

#### ZX Spectrum 128

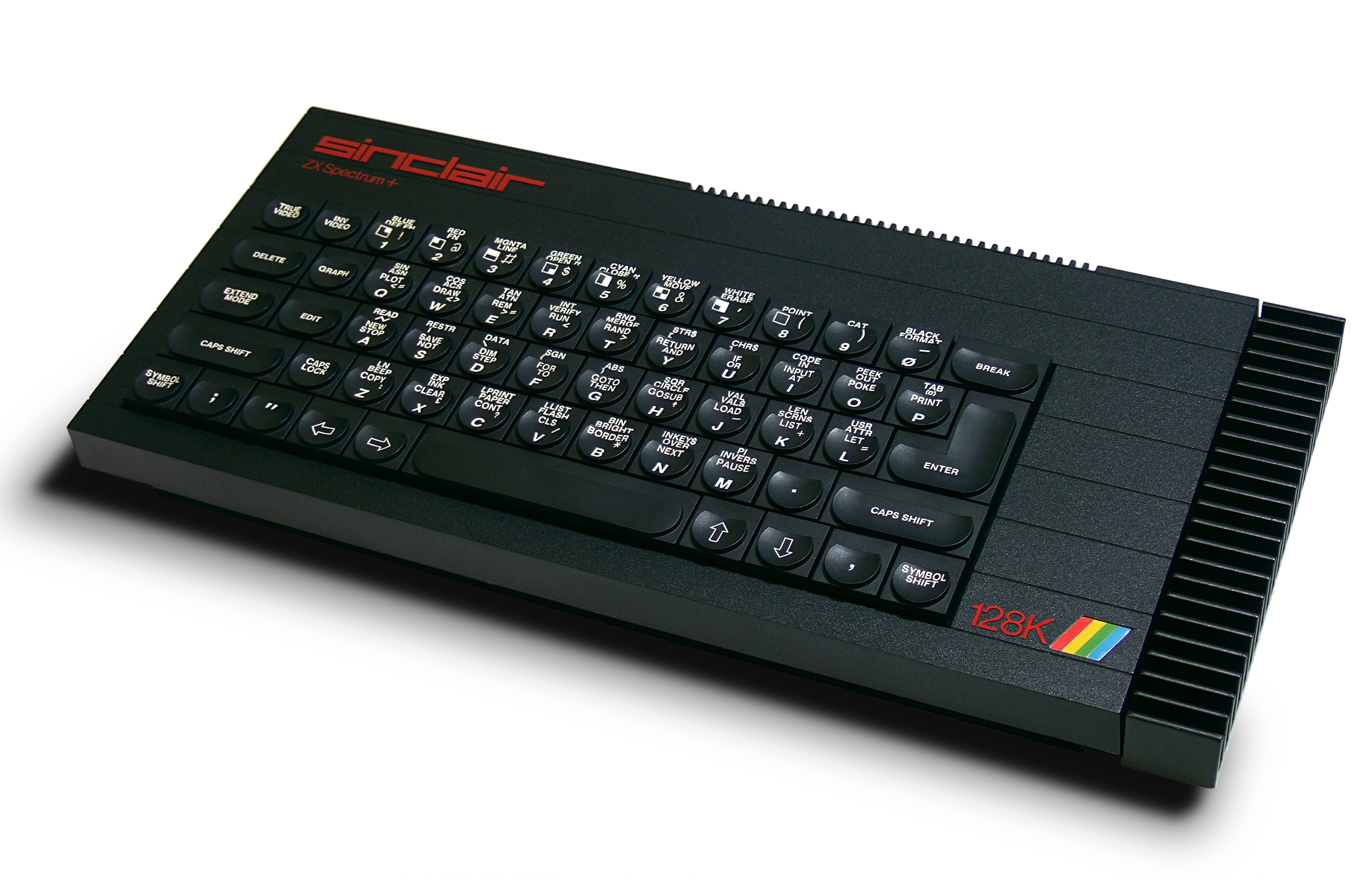
ZX Spectrum 128 (1986 рік.)

На виставці Sonimag85, що проходила з 23 по 29 вересня 1985 року у Барселоні фірма Investronica продемонструвала нову модель комп'ютера, ZX Spectrum 128 (кодова назва Derby), яка відрізнялась від попередників обсягом пам'яті, яка тепер становила 128 Кб, наявністю музичного синтезатора AY8912, наявністю вбудованого порта RS232, покращеною якістю зображення, та окрім того, з'явилась можливість підключення телевізора через роз'єм RGB. Для комп'ютера випустили і додаткову клавіатуру Keypad, яка продавалась окремо. В Іспанії нова модель ZX Spectrum 128 надійшла у продаж в кінці 1985 року.
Презентація, та початок продаж моделі ZX Spectrum 128 у Великій Британії відбулись лише у лютому 1986 року. Ця модель стала останнім Спектрумом, що випускався компанією Sinclair Research.

### Моделі Amstrad

#### ZX Spectrum +2

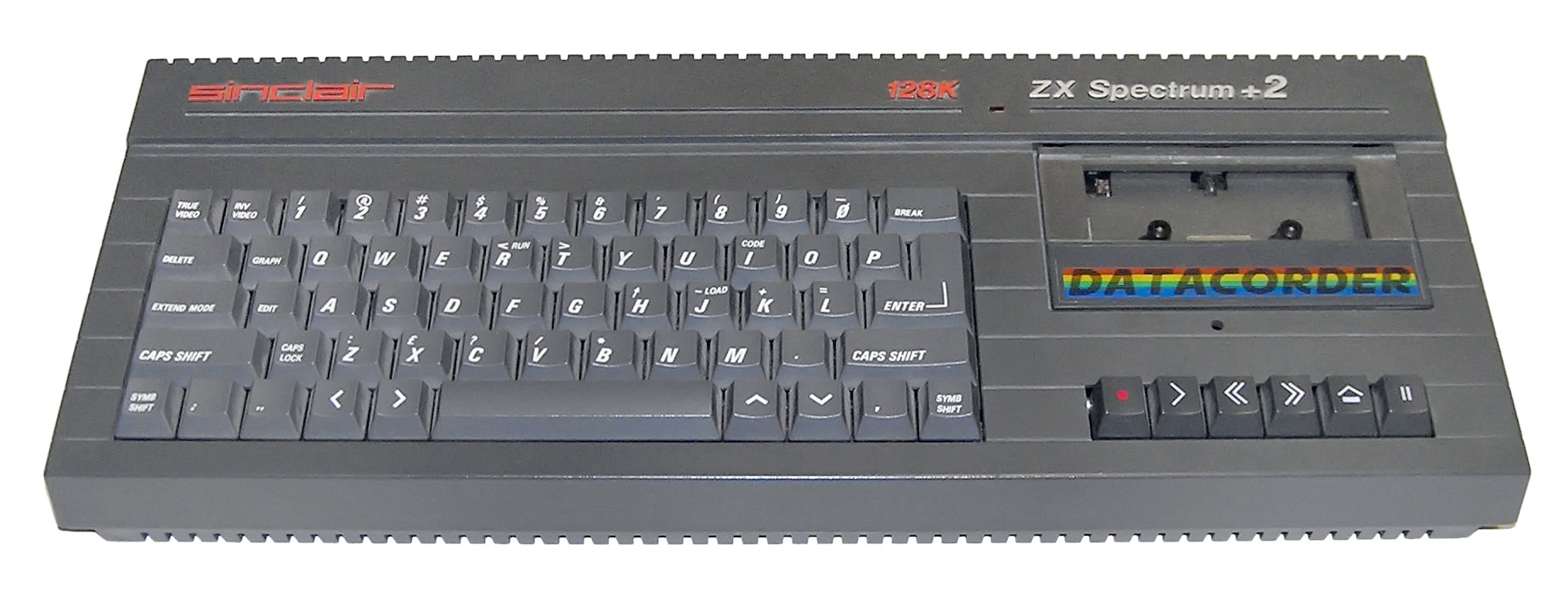
ZX Spectrum +2

ZX Spectrum +2 став першим комп'ютером сімейства Spectrum, випущеним фірмою Amstrad, після купівлі останньою прав на комп'ютери Spectrum та торгову марку Sinclair у 1986 році. Комп'ютер відрізнявся від ZX Spectrum 128 корпусом, клавіатурою, наявністю двох портів джойстика, та вбудованим касетним магнітофоном «Datacorder» (як на моделі Amstrad CPC 464).

#### ZX Spectrum +3

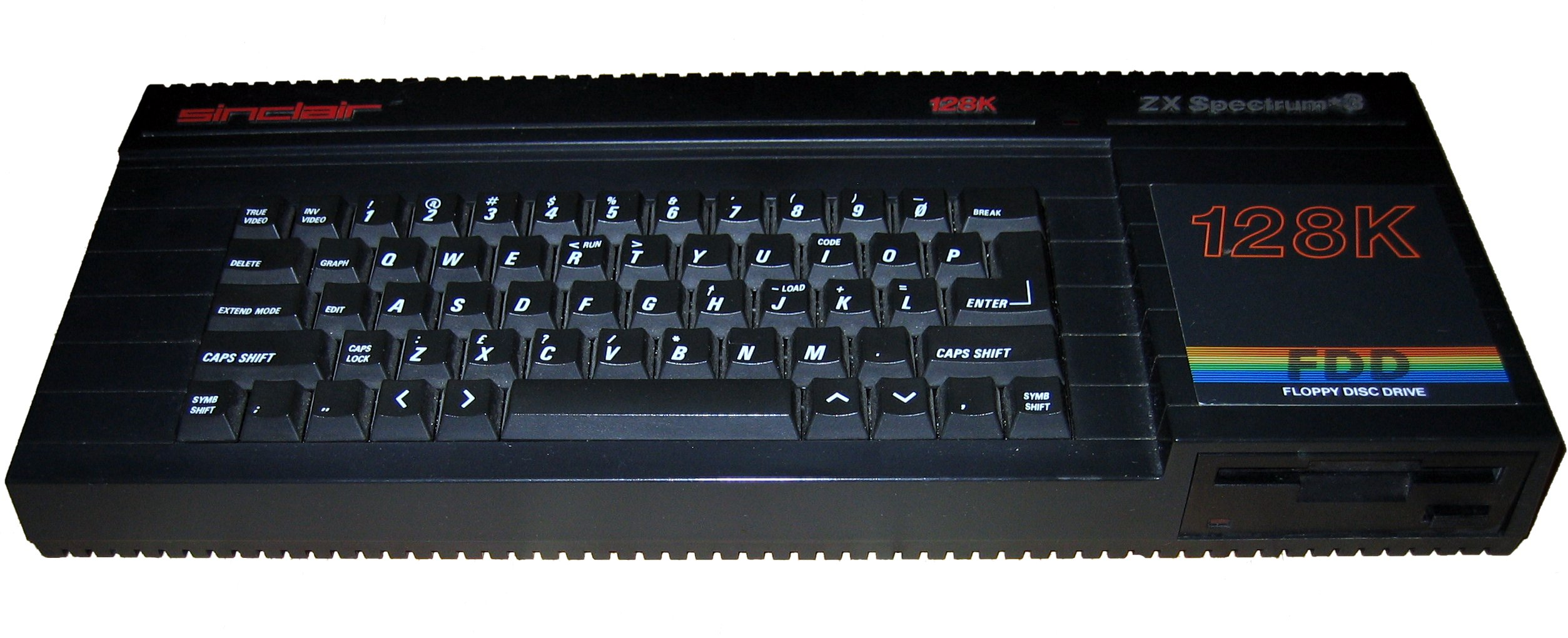
ZX Spectrum +3

ZX Spectrum +3 став наступною моделлю комп'ютера, але містив уже вбудований дисковод для дисків розміром 3 дюйми (не плутати із 3,5 дюйма). Аналогічний вбудований дисковод був присутній і на іншому комп'ютері компанії Amstrad CPC 6128). Касетного магнітофону, який був на попередній моделі, не було. Комп'ютер випускався починаючи із 1987 року, початкова ціна склала 249 фунтів, потім була знижена до 199 фунтів. Ця модель Спектурма єдина, на якій могла запускатися операційна система CP/M.

#### ZX Spectrum +2A та ZX Spectrum +2B
ZX Spectrum +2A та ZX Spectrum +2B фактично є модифікаціями ZX Spectrum +2 з невеликими змінами, і були випущені для ринків Тайваню та інших країн.

## Клони

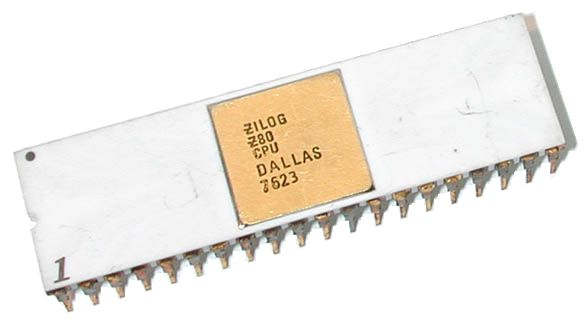
Оригінальний ZiLOG Z80 у керамічному корпусі DIP-40

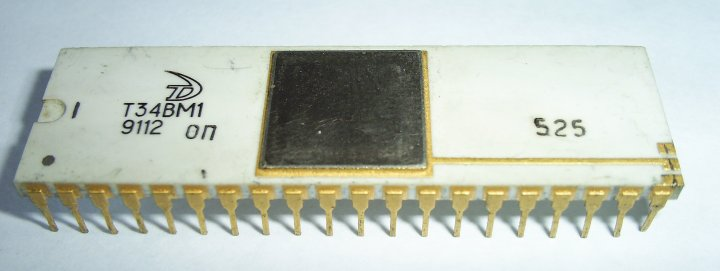
Т34ВМ1, радянський аналог ZiLOG Z80 використовувався у клонах мікрокомп'ютера ZX Spectrum

Популярність ZX Spectrum у Європі призвела до появи численних клонів, що створювались як любителями, так і невеликими фірмами. У Радянському Союзі ZX Spectrum з'явився у кінці 1980-х рр., і майже відразу з'явились клони, випущені спочатку на оригінальному процесорі, а потім і на радянських аналогах Т34ВМ1 та КР1582ВМ1.

#### Didaktik Gama
Одним із клонів комп'ютера ZX Spectrum є Didaktik Gama, що продавались у Чехословаччині з 1987 до 1990 року. Усього було продано більше 60 000 Didaktik Gama, причому схемотехніка та корпус цього комп'ютера повністю повторює оригінальний ZX Spectrum, включаючи оригінальну мікросхему ULA виробництва Ferranti, тому ці машини вважають перемаркованими англійськими комп'ютерами.
Велика частина схеми комп'ютера була виготовлена на спеціалізованій мікросхемі ULA (Uncommited Logic Array), що виготовлялась на замовлення та під контролем Sinclair Research фірмою Ferranti. Перші клони виготовлялись на базі оригінальної мікросхеми, нелегальні поставки яких здійснювались через деякі ремонтні майстерні, оскільки ремонтні майстерні одержували оригінальні мікросхеми для ремонту комп'ютерів.
У перших радянських клонах, випущених у середині 1980-х років, ця мікросхема емулювалась набором із декількох мікросхем середньої та великої інтеграції, проте з часом радянська промисловість випустила спеціалізовану мікросхеми Т34ВГ1 та КА1515ХМ1, що спростило елементну базу клонів комп'ютера ZX Spectrum.

#### АЛП Робік
АЛП «Робік» був частковим клоном ZX Spectrum 48K і серійно виготовлявся в Україні з 1989 до 1998. Усього було виготовлено 73 904 комп'ютери та певну кількість плат у вигляді деталей (планувалося виготовити кілька мільйонів). Для комп'ютера випущено зовнішній дисковод та принтер.
Виробником було безоплатно передано частину з виготовлених комп'ютерів Робік у навчальні заклади.
Робік мав 4 покоління: у перших поколіннях використовувалися мікросхеми ULA, а в останньому — Т34ВГ1.

## Емулятори
Більшість сучасних пристроїв, включаючи кишенькові комп'ютери та комунікатори, мають достатню потужність для емуляції Z80.
Завдяки великій базі готового програмного забезпечення (переважно ігор) «Sinclair ZX Spectrum» є, можливо, найпопулярнішою платформою, що емулюється у світі. Існує понад півтори сотні емуляторів для всіх поширених операційних систем для ПК, зокрема під архітектуру Windows 32bit, ігрових приставок і мобільних телефонів.
31 серпня 1999 року Amstrad дозволила поширювати вміст постійної пам'яті для комп'ютерів ZX Spectrum, тому емуляція цього сімейства є легальною.
Остання офіційна реінкарнація «ZX Spectrum» відбулася в комунікаторі «Amstrad e-m@iler plus», що випускався з лютого 2002 по вересень 2004 року. Компанія «Amstrad» (власник прав на використання торговельної марки «Sinclair ZX Spectrum») позиціонувала емуляцію спектрумівськіх ігор як одну з основних особливостей свого пристрою.

## Цікаві факти
- За внесок у розвиток британської промисловості засновник фірми Sinclair Research Ltd Клайв Сінклер за клопотанням Маргарет Тетчер був нагороджений королевою Великої Британії званням «Лицар королівського Ордена» з присвоєнням звання «сер».
- В 1983 році прем'єр-міністр Великої Британії Маргарет Тетчер презентувала «ZX Spectrum» японському прем'єр-міністру, як символ британського технологічного прогресу[4].
- Існує кілька «неофіційних» версій ROM для Spectrum 48K, зокрема, ZX Spectrum +4, розроблена Ендрю Оуеном в 2000 році.[5]